# Szymanowice (województwo łódzkie)
Szymanowice – wieś w Polsce położona w województwie łódzkim, w powiecie łowickim, w gminie Zduny.

## Historia
Miejscowość zanotowana po raz pierwszy w języku łacińskim w akcie datowanym na 1 marca 1357 i sygnowanym przez Kazimierza Wielkiego. Wymieniona została w szeregu wsi wchodzących w skład arcybiskupstwa gnieźnieńskiego tzw. „klucza łowickiego”.
Wieś została również odnotowana w historycznych dokumentach podatkowych. Na początku XVI wieku mieszkańcy nie płacili dziesięciny z łanów kmiecych, ale odprowadzali jedynie opłatę za kolędę plebanowi w Zdunach. W 1576 wieś liczyła 28 osadników, miała 8. łanów, jednego zagrodnika oraz znajdowała się w niej karczma.
W XVI wieku miejscowość leżała w powiecie orłowskim województwa łęczyckiego Rzeczypospolitej Obojga Narodów. Była wsią klucza zduńskiego arcybiskupów gnieźnieńskich wchodząc w skład tzw. księstwa łowickiego.
Po rozbiorach Polski miejscowość znalazła się w zaborze rosyjskim. Jako wieś włościańską, czyli w całości należącą do chłopów, leżącą w gminie Bąków opisał ją XIX wieczny Słownik geograficzny Królestwa Polskiego. W 1827 roku we wsi znajdowało się 25 domów ze 188 mieszkańcami. Liczyła w sumie 708 morg obszaru w tym: 299 morg pastwisk oraz 37 nieużytków.
Słownik podaje również, że w 1886 roku na terenie wsi miało miejsce odkrycie archeologiczne. Wykopano dość znaczną ilość starych pieniędzy, które wysłano do Petersburga.
W latach 1975–1998 miejscowość położona była w województwie skierniewickim.